# Janusz Mroczka
Janusz Mroczka (ur. 27 kwietnia 1952 w Dębicy) – polski naukowiec, nauczyciel akademicki i profesor nauk technicznych zajmujący się metrologią elektroniczną i fotoniczną. Członek rzeczywisty Polskiej Akademii Nauk. Członek Centralnej Komisji ds. Stopni i Tytułów w latach 2013 - 2020. Jest twórcą uznanej w świecie szkoły naukowej metrologii elektronicznej i fotonicznej. W 1998r. założył pierwszą po 1968 r. na Politechnice Wrocławskiej Katedrę Metrologii Elektronicznej I Fotonicznej, którą kieruje do chwili obecnej.  Professor magnus Politechniki Wrocławskiej. Doktor honoris causa Politechniki Lubelskiej, Politechniki Opolskiej, Politechniki Gdańskiej, Wojskowej Akademii Technicznej im. Jarosława Dąbrowskiego w Warszawie i Akademii Górniczo Hutniczej im. Stanisława Staszica w Krakowie. Od 2023r. Obywatel Honorowy Miasta Dębica.

## Życiorys
Urodził się w 1952 roku w Dębicy jako syn Zofii Mroczki z domu Łukasiewicz i Romana Mroczki. Jego starszy brat urodził w 1951r. Szkołę Podstawową Nr 2 w Dębicy ukończył w 1967r. W roku 1971 ukończył I Liceum Ogólnokształcące w Dębicy. Absolwent Wydziału Elektroniki Politechniki Wrocławskiej z roku 1976, doktorat obronił w roku 1980, habilitację z dyscypliny elektronika uzyskał 1990r. W 1993 został powołany na stanowisko profesora nadzwyczajnego. W roku 1996 uzyskał tytuł profesora nauk technicznych. Od 1999r. jest zatrudniony na stanowisku profesora zwyczajnego.

## Działalność naukowo - dydaktyczna
Autor lub współautor ponad 465 publikacji w tym pond 155 w czasopismach z listy JCR, 4 książek, 13 rozdziałów w monografiach i książkach. Jest twórcą 8 patentów, w tym 4 wdrożeń: m.in. „Mętościomierz laboratoryjny, Turbidymetr T-1”.  
Wypromował 26 doktorów nauk technicznych (16 wyróżnionych), z których 8 jest profesorami. Cztery doktoraty wykonane  były we Francji w ramach systemu co-tutelle. Wszystkie z nich ocenione jako tres honorable avec felicitations, a ostatni z nich został w 2012 roku nagrodzony Nagrodą Marii Skłodowskiej - Curie i P. Curie za najlepszy doktorat  w danym roku w danej dyscyplinie w Europie.
Tematyka jego dorobku obejmuje: metodologię procesu poznawczego, algorytmizację problemu odwrotnego, pomiary pośrednie źle uwarunkowane numerycznie, analizę spektralną i polaryzacyjną promieniowania rozproszonego w opisie właściwości układów dyspersyjnych, metodologię łączenia danych pomiarowych o różnej przestrzennej rozdzielczości z wykorzystaniem deterministycznych i stochastycznych metod przetwarzania, wykorzystanie reprezentacji czasowo-częstotliwościowych sygnałów w przetwarzaniu danych pomiarowych. 
Jest twórcą opracowanej metody momentów w analizie układów dyspersyjnych. 
Opracowane przez Janusza Mroczkę metody stanowią oryginalne narzędzie pozyskiwania, przetwarzania i modelowania sygnałów stąd stanowią podstawę konstrukcji aparatury pomiarowej.
Od 2020 roku jest na liście rankingu TOP 2% Scietists of the World.
Zestawienie dorobku Janusza Mroczki można znaleźć pod adresami https://orcid.org/0000-0001-8006-0246 i https://dona.pwr.edu.pl/szukaj/default.aspx?nrewid=138048.
Od 2008 redaktor serii monografii wydawanej pt. Problemy metrologii elektronicznej i fotonicznej. 
Od 1993r. jest członkiem Komitetu Metrologii I Aparatury Naukowej PAN, w latach 2001-2007 pełnił funkcję wiceprzewodniczącego, a w latach 2007-2015 był przewodniczącym Komitetu Metrologii i Aparatury Naukowej PAN . W 2024r. został Honorowym Przewodniczącym Komitetu Metrologii i Aparatury Pomiarowej PAN. W 2015r. podczas pierwszej oceny Komitetów, komitet zajął pierwsze miejsce wśród wszystkich Komitetów Polskiej Akademii Nauk. Będąc członkiem Komitetu naukowego czasopisma: „Metrology and Measurement System” wprowadził czasopismo na listę filadelfiską.  
W 2010 został członkiem korespondentem, a w 2022 członkiem rzeczywistym Polskiej Akademii Nauk. W  latach 2015 – 2021 był wiceprezesem oddziału PAN we Wrocławiu.
Jest członkiem wielu organizacji naukowych w kraju i zagranicą: Polskiego Towarzystwa Fizycznego (od 1986), Stały członek SPIE – The International Society for Optical Engineering (od 1992). - Członek International Technical Working Group on Penetrating Radiation, USA (od 1994). 
W latach 1991 - 1996 był z wyboru Dyrektorem Instytutu Metrologii Elektrycznej Politechniki Wrocławskiej.
Członkiem Senatu Politechniki Wrocławskiej (1999-2005).

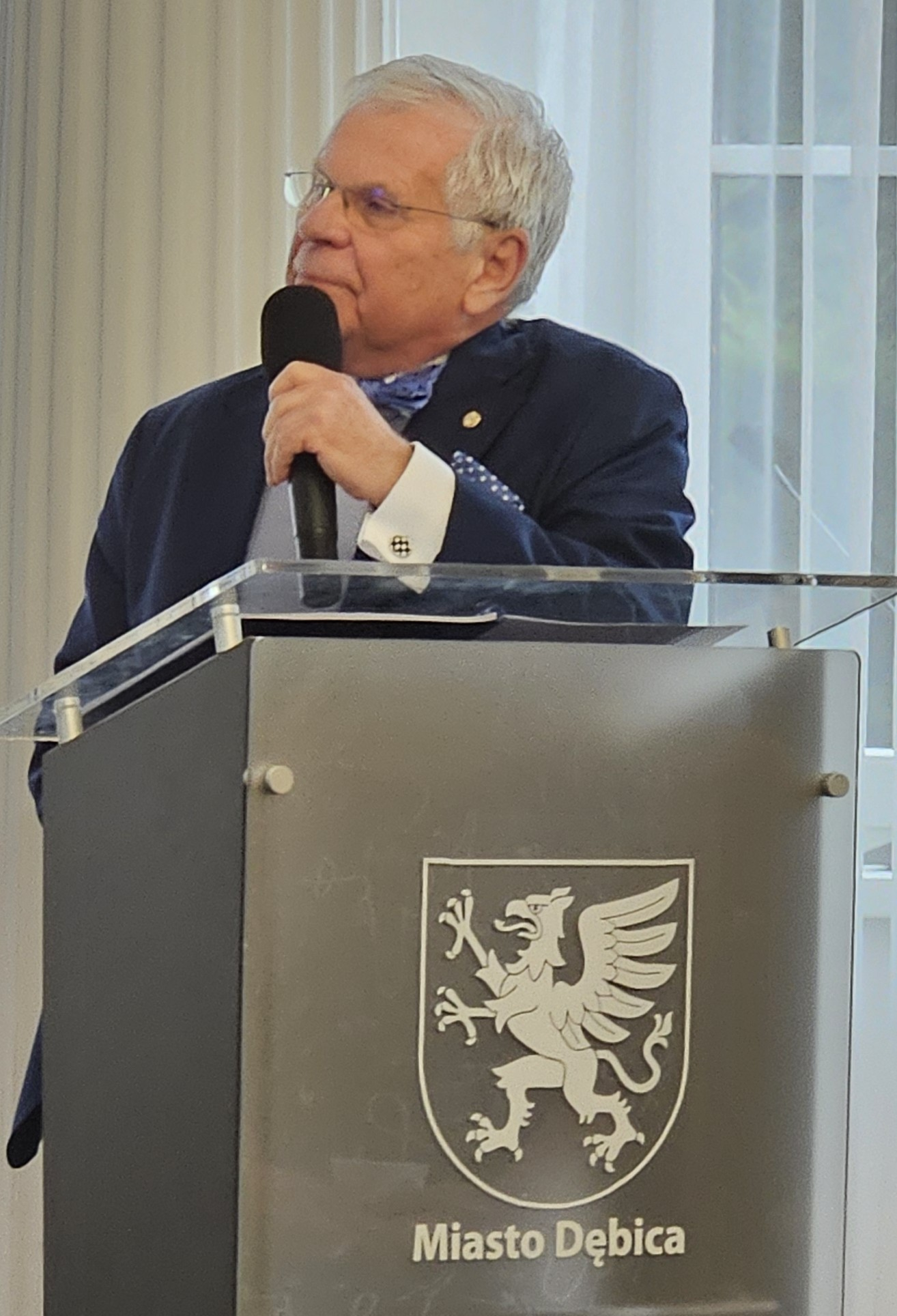
Prof. Janusz Mroczka wygłosił referat pt. "Oblicza sukcesu", dnia 23.11.2024r. podczas debaty pt. "Wokół prawdy o człowieku" w urzędzie Miasta Dębica.

W latach dziewięćdziesiątych (od 1994r) minionego stulecia  był członek Sekcji Miernictwo Interdyscyplinarne T10C Komitetu Badań Naukowych (9 konkursów), w tym w pięciu pełnił funkcję przewodniczącego sekcji Miernictwo Interdyscyplinarne. 

## Nagrody i wyróżnienia
- Nagroda Ministra Nauki i Szkolnictwa Wyższego za Wybitne Osiągnięcia w Opiece Naukowej i Dydaktycznej (2014),
- Nagroda Prezesa PAN za stworzenie szkoły naukowej w zakresie metrologii elektronicznej i fotonicznej wraz z cykliczną serią wydawniczą „Problemy metrologii elektronicznej i fotonicznej oraz czasopismem z listy filadelfijskiej „Metrology and Measurement Systems” (2015),
- Nagroda indywidualna II stopnia MEN (1989),
- Nagroda Wydziału IV PAN (1993),
- Subsydium Profesorskie „ Mistrz” Fundacji na Rzecz Nauki Polskiej za rok 2005,
- Nagroda Professor Opoliensis, Opole (2014),
- Nagroda Naukowa im. prof. M. Suskiego (2008).

### Doktoraty honoris causa
- Doktor honoris causa Politechniki Lubelskiej (2014)[7],
- Doktor honoris causa Politechniki Opolskiej (2017)[8],
- Doktor honoris causa Politechniki Gdańskiej (2019)[9],
- Doktor honoris causa Wojskowej Akademii Technicznej im. Jarosława Dąbrowskiego w Warszawie (2019)[10],
- Doktor honoris causa Akademii Górniczo – Hutniczej im. Stanisława Staszica w Krakowie (2022)[11]

### Odznaczenia
- Krzyż Komandorski Orderu Odrodzenia Polski (2021)[12],
- Krzyż Oficerski Orderu Odrodzenia Polski (2013)[13],
- Krzyż Kawalerski Orderu Odrodzenia Polski (2003)[14],
- Złoty Krzyż Zasługi (1998)[15],
- Srebrny Krzyż Zasługi (1994)[16],
- Brązowy Krzyż Zasługi (1989),
- Medal Komisji Edukacji Narodowej (2006),
- srebrny Medal „Za zasługi dla obronności kraju” (2023)[17],
- brązowy Medal „Za zasługi dla obronności kraju” (2011),
- Złota Odznaka Politechniki Wrocławskiej z Brylantem (2007)[18],
- Medal im. prof. Kazimierza Idaszewskiego,
- Medal im. prof. Włodzimierza Krukowskiego

## Życie prywatne
Żonaty z Ewą z d. Nowak, z którą ma troje dzieci: Wojciech (1981), Justyna (1984)  i Rafał (1987).